# Benishangul-Gumuz (szövetségi állam)
Benishangul-Gumuz egyike Etiópia 9 szövetségi tartományának, fővárosa Asosa.

## Elhelyezkedés
Az Etióp-magasföld nyugati peremén, a Kék-Nílus folyó két partján terül el. Délről Oromia, északkeletről Amhara, nyugatról Szudán határolja.

## Történet
1995-ben alakították ki Gojjam tartomány nyugati és Welega tartomány északnyugati részeiből.

## Népesség
Benishangul-Gumuz szövetségi állam népessége a 2007-es népszámlálási adatok alapján 670 847 fő, ebből 340 378 férfi (50,7%) és 330 469 nő (49,3%). Az 1994-es népszámlálás idején 460 459 fő élt itt, tehát 13 év alatt évi átlagban 2,9%-kal növekedett a népesség. 
A lakosság 14,6%-a, 97 965 fő városlakó, ami megközelíti az országos átlagot, a népsűrűség viszont (13,6 fő/km²) jelentősen alulmúlja azt.
Benishangul-Gumuz soknemzetiségű terület, a három legnagyobb etnikai csoport aránya közel azonos: a berta (25,9%), az amhara (21,3%) és a gumuz (21,1%) népek vannak a legtöbben. További jelentősebb népcsoportok az oromo (13,3%), a shinasha (7,6%), az agew-awi (4,2%) és a mao (1,9%). 
A vallási kép is tarka: a népesség 45,4%-a az iszlám követője, 33%-a az Etióp Ortodox Egyház tagja, 13,5% protestáns, míg 7,1% a törzsi vallások híve.

## Közigazgatás
Benishangul-Gumuz szövetségi állam 3 zónából és 2 különleges zónából áll. Ezek további 20 kerületet alkotnak (zárójelben a kerületek száma 2007-ben).
- Asosa (7)
- Kamashi (5)
- Metekel (6)
- Mao-Komo különleges zóna(Tongo)
- Pawe különleges zóna

## Fordítás
Ez a szócikk részben vagy egészben  a   Benishangul-Gumuz Region című angol Wikipédia-szócikk ezen változatának fordításán alapul.  Az eredeti cikk szerkesztőit annak laptörténete sorolja fel. Ez a jelzés csupán a megfogalmazás eredetét és a szerzői jogokat jelzi, nem szolgál a cikkben szereplő információk forrásmegjelöléseként.